# St. Stephan (Paindlkofen)

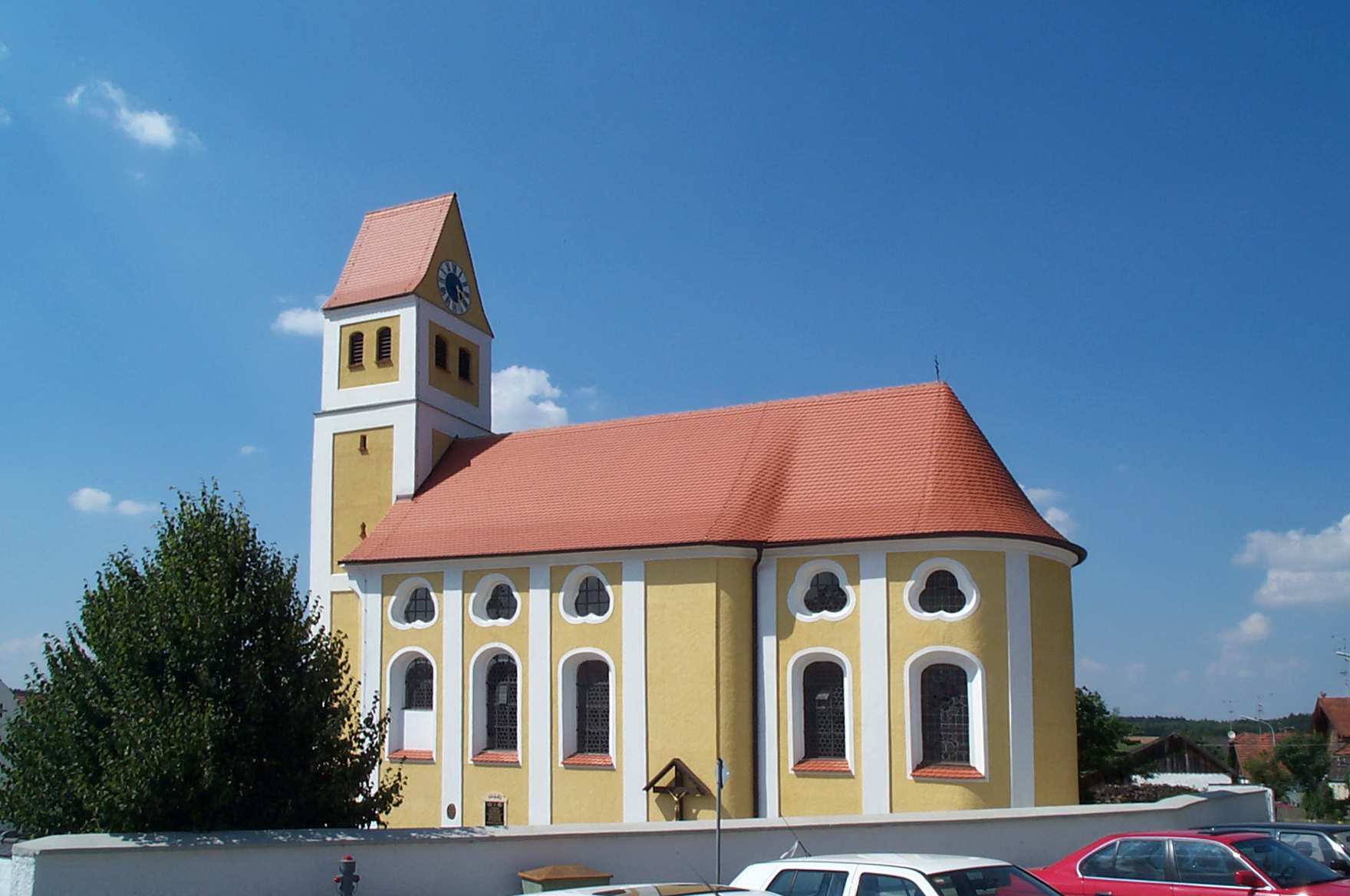
Außenansicht der Filialkirche St. Stephan von Südosten

Die römisch-katholische Filialkirche St. Stephan in Paindlkofen, einem Ortsteil des Marktes Ergoldsbach im niederbayerischen Landkreis Landshut, ist eine Saalkirche im Rokokostil, die 1772 fertiggestellt und zuletzt im Jahr 2000 renoviert wurde. Die dem heiligen Stephanus (Gedenktag: 26. Dezember) geweihte Kirche ist als Baudenkmal mit der Nummer D-2-74-127-29 beim Bayerischen Landesamt für Denkmalpflege eingetragen. Sie ist eine Filialkirche der Pfarrei St. Jakob in Moosthann.

## Architektur

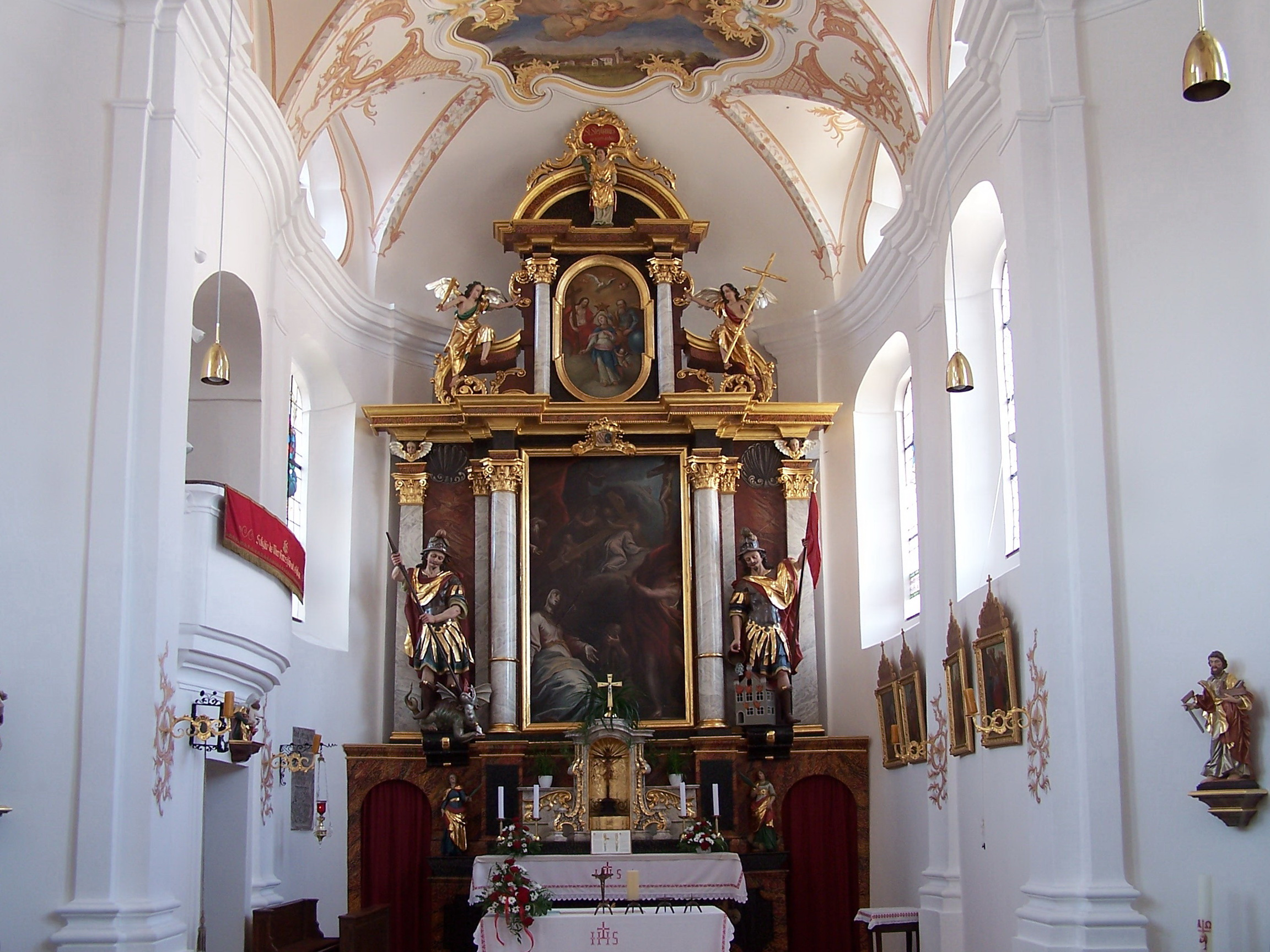
Chorraum

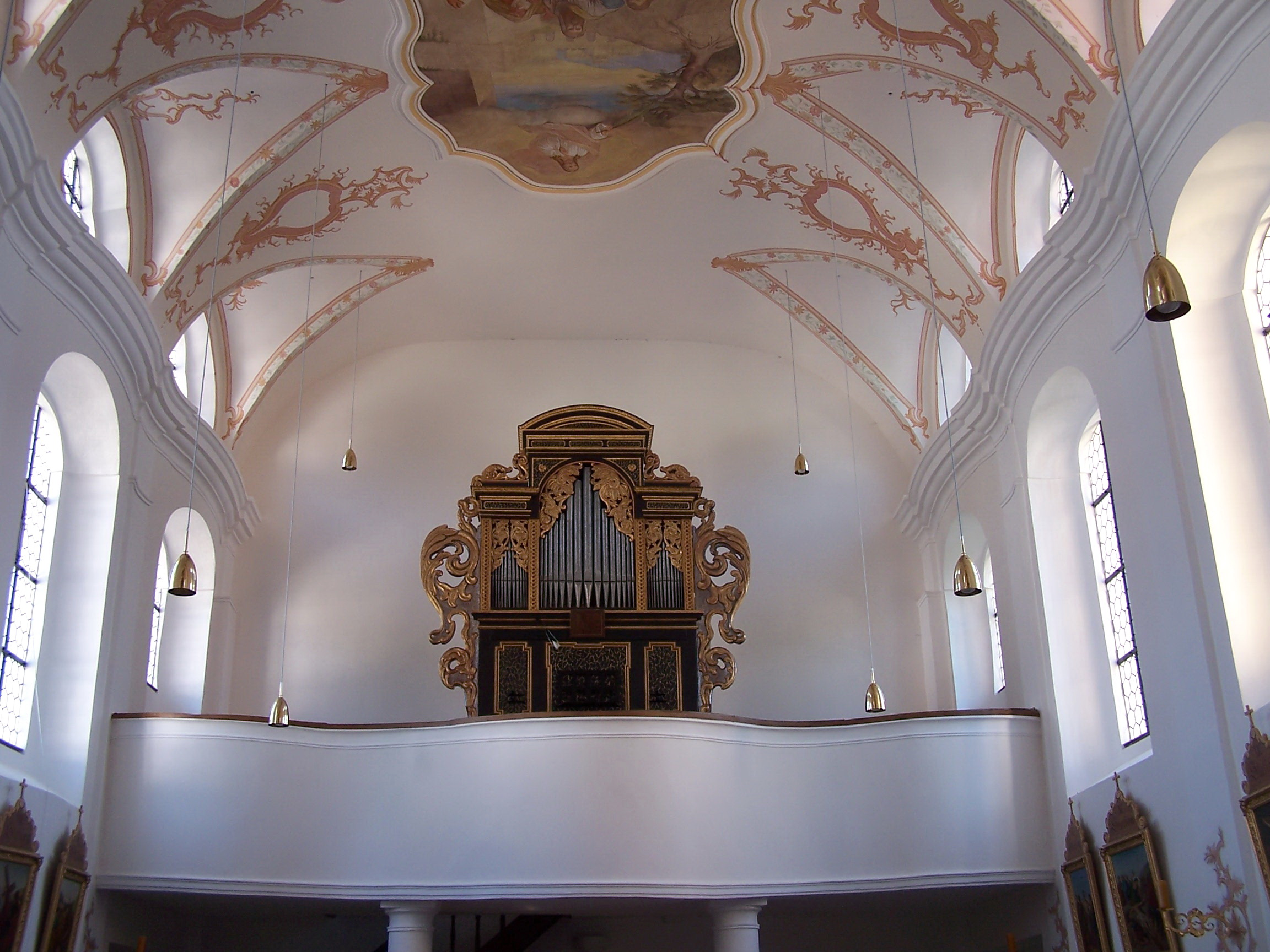
Langhaus gegen Westen

### Außenbau
Die nach Osten ausgerichtete, vollständig verputzte Saalkirche umfasst ein Langhaus mit drei Jochen und einen leicht eingezogenen Chor mit zwei Fensterachsen und halbkreisförmiger Apsis. Das Langhaus ist am Übergang zum Chor gerundet. Beide Baukörper sind unter einem gemeinsamen Satteldach vereinigt. Die zweigeschossige Sakristei ist nördlich am Chor angebaut. Westlich am Langhaus ist der Turm angebaut, dessen Untergeschoss als Vorhalle für das einzige Kirchenportal dient. Der Außenbau wird durch weiße Lisenen und Putzbänder gegliedert, die sich kontrastreich von den dunkelgelben Wandrücklagen abheben. Auch die Laibungen der Korbbogenfenster sind weiß getüncht. Über den Hauptfenstern befindet sich kleinere, kleeblattförmige Fenster. Der Übergang zwischen Langhaus und Chor sowie der Chorscheitel sind fensterlos.
Der ausspringende Westturm über quadratischem Grundriss hat sechs Geschosse. Er wird ebenfalls von weißen Lisenen und Putzbändern gegliedert. Im obersten, leicht eingezogenen Geschoss befinden sich an allen vier Seiten zwei stichbogige Schallöffnungen. Den oberen Abschluss bildet ein Satteldach. An den beiden Dreiecksgiebeln auf der West- und Ostseite ist jeweils ein Ziffernblatt der Turmuhr angebracht.

### Innenraum
Langhaus und Chor werden innen von einem flachen Tonnengewölbe mit Stichkappen überspannt. Die Innenwände werden durch flache Pilaster mit angedeuteten Kapitellen gegliedert. Den Übergang zum Gewölbe vermittelt ein profiliertes Kranzgesims, das oberhalb jedes Pilasters eine Verkröpfung besitzt. Zwischen den Pilastern sind Wände und Kranzgesims leicht nach innen geschweift. Dieses Merkmal ist in der Umgebung auch bei der Pfarrkirche St. Peter in Gündlkofen und bei der Filialkirche St. Leonhard in Oberotterbach vorzufinden. Während die korbbogigen Hauptfenster sich unterhalb des Kranzgesimses befinden, sind darüber in den Stichkappen die kleineren, kleeblattförmigen Fenster angeordnet. Das Obergeschoss der Sakristei öffnet sich zu einem Oratorium in den Altarraum. Der Chorbogen besitzt die Form eines gedrückten Rundbogens. Im westlichen Langhausjoch ist eine Empore mit geschweifter Brüstung eingezogen, die auf zwei Rundsäulen ruht.

## Ausstattung

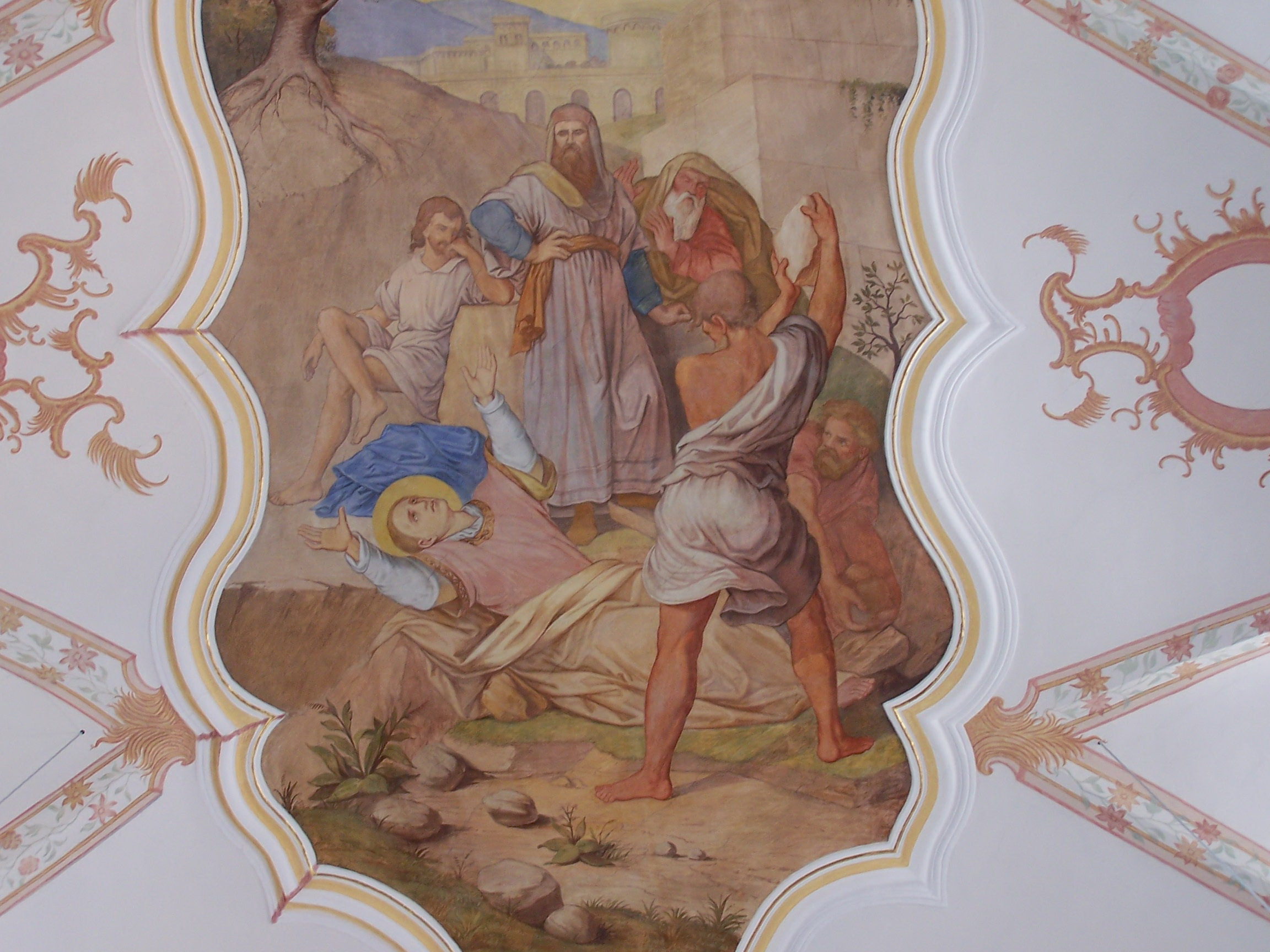
Deckenfresko der Steinigung des heiligen Stephanus im Langhaus

### Deckengemälde und Stuck
An der Decke befinden sich zwei Fresken in geschweiften Stuckrahmen, die reich mit vergoldetem Muschelwerk verziert sind. Auf dem Deckengemälde ist heilige Stephanus im Himmel auf einer Wolke, umgeben von zahlreichen Engeln, dargestellt. Darunter ist eine Ortsansicht von Paindlkofen zu erkennen. Im Langhaus ist die Steinigung des heiligen Stephanus dargestellt. Oberhalb des Chorbogens ist an der Ostwand des Langhauses das Ehewappen der Hirnreiß-Harscher mit Helmzier in einem ebensolchen Stuckrahmen aufgemalt.

### Hochaltar
Der Hochaltar ist eine Komposition aus Barock-, Rokoko- und klassizistischen Elementen, die um 1790 zusammengestellt wurde. Der stattliche Aufbau wird von zwei Rundsäulen und vier Pilastern mit vergoldeten Kapitellen getragen. An dem weit auskragenden Gebälk befindet sich das Ehewappen der Gumppenberg-Ruffini. Der stichbogige Aufsatz wird von zwei Rundsäulchen getragen von zwei großen Engelsfiguren flankiert, die in bewegter Haltung auf Voluten sitzen. Das Altarblatt ist ein Gemälde der Mater Dolorosa; im Hintergrund sind Szenen aus der Passion dargestellt: Jesus am Ölberg, die Kreuztragung und der Kreuzestod. Die lebensgroßen Seitenfiguren stellen die Heiligen Georg (links) und Florian (rechts) dar. Auf der Altarmensa stehen Figuren der Heiligen Barbar (links) und Margaretha (rechts). Im Oberbild ist Krönung Mariens zur Himmelskönigin dargestellt, darüber eine kleine spätgotische Holzfigur des heiligen Stephanus aus der zweiten Hälfte des 15. Jahrhunderts.

### Übrige Ausstattung
Über der Sakristeitür befindet sich auf einer geschweiften Konsole eine barocke Figurengruppe der Anna selbdritt. Auch die Patrona Bavariae (links) und der heilige Josef, zu beiden Seiten des Chorbogens auf geschweiften Konsolen stehend, zählen zur figürlichen Ausstattung der Kirche. Beachtenswert sind außerdem die Stuhlwangen aus der Erbauungszeit der Kirche. Sie sind mit geschnitztem Rokokomuschelwerk verziert.

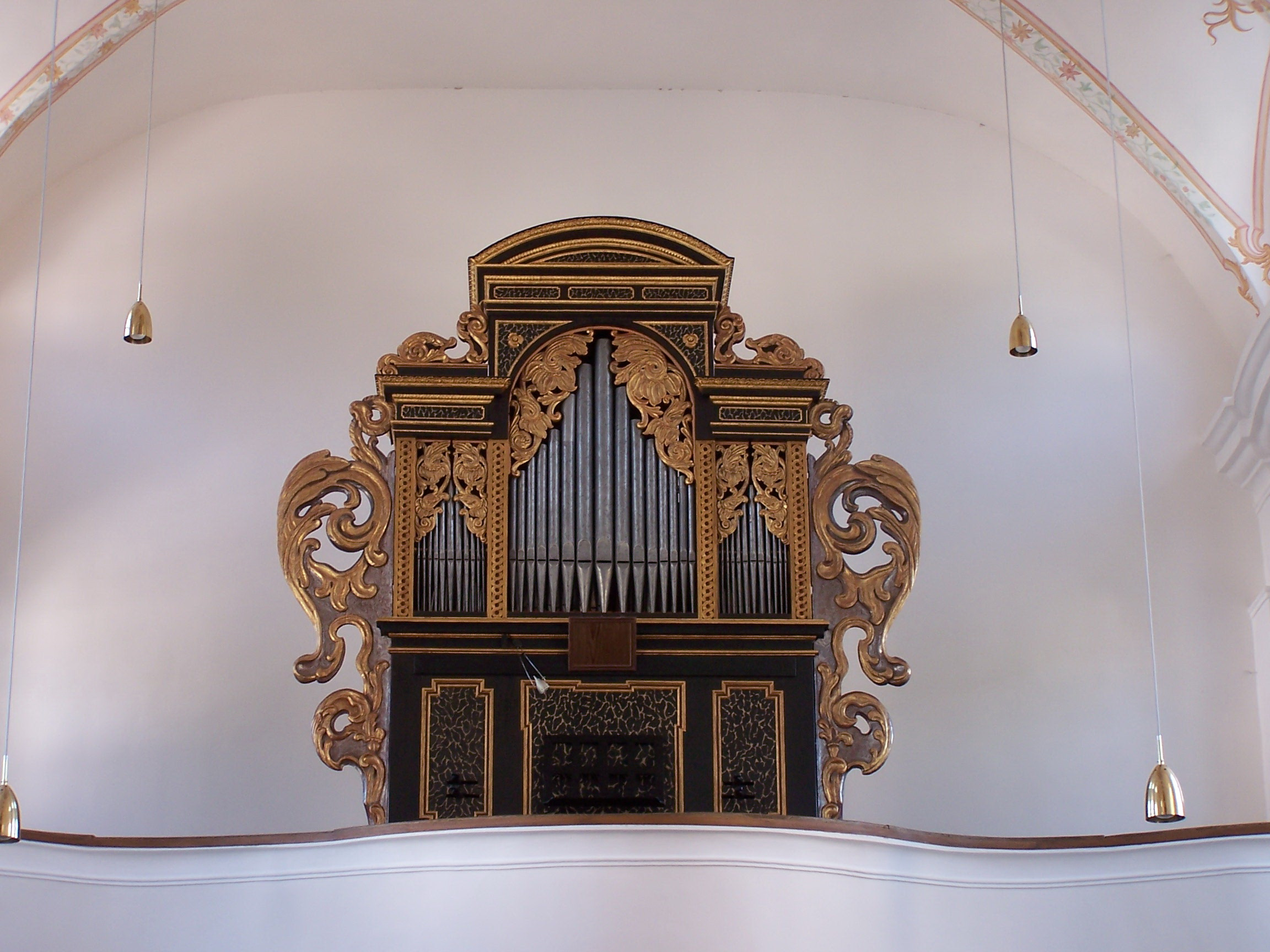
Orgel

### Orgel
Die Kirche beherbergt eine der ältesten funktionstüchtigen Orgeln Niederbayerns. Diese wurde 1683 von dem Münchner Orgelbauer Adam Fundesin geschaffen. Diese wurde 1855 vom Kloster Seligenthal in Landshut erworben und von dem Landshuter Orgelbauer Johann Ehrlich in Paindlkofen aufgestellt. Seither wurde sie mindestens zweimal restauriert: 1884 von Ludwig Edenhofer aus Regen und um 1975 von Ekkehard Simon aus Landshut. Der Barockprospekt ist mit vergoldeten Schleierbrettern und seitlichem Akanthusrankwerk verziert. Das Schleifladeninstrument mit mechanischen Spiel- und Registertrakturen umfasst fünf Register auf einem Manual und einem fest angekoppelten Pedal. Die Disposition lautet wie folgt:
| I Manual CDEFGA–c3 |            |    |
| 1.                 | Copel      | 8′ |
| 2.                 | Flöte      | 4′ |
| 3.                 | Principal  | 4′ |
| 4.                 | Salicional | 8′ |

| Pedal CDEFGA–a |          |    |
| 5.             | Offenbaß | 8′ |

Anmerkungen:
1. ↑  später eingebaut